# Piga
Ne doit pas être confondu avec Piga-Songdin.
Piga est une commune rurale située dans le département de Diabo de la province du Gourma dans la région de l'Est au Burkina Faso.

## Géographie
Localité à centres d'habitations particulièrement dispersés, sans regroupement majeur, Piga est situé à 10 km au Sud-Est de Diabo, le chef-lieu du département, à 8 km au Nord-Est de Saatenga et à 5 km à l'Est de Lorgho, la principale agglomération à proximité.

## Santé et éducation
Le centre de soins le plus proche de Piga est le centre de santé et de promotion sociale (CSPS) de Saatenga.